# Ulica Graniczna (film)
Ulica Graniczna – polsko-czechosłowacki film wojenny z 1948 w reżyserii Aleksandra Forda, według scenariusza napisanego wraz z Ludwikiem Starskim i Janem Fethke. Bohaterem zbiorowym filmu są mieszkańcy kamienicy położonej przy ulicy Granicznej w Warszawie, którzy zmagają się z niemieckim terrorem wobec Żydów w czasie II wojny światowej. Kulminacja filmu przypada na wybuch powstania w getcie warszawskim.
Scenariusz do Ulicy Granicznej powstawał od połowy 1946 roku, jednak realizacja filmu – w obliczu antysemickich ekscesów w Polsce – została przeniesiona do Czechosłowacji. Film Forda nie był początkowo dopuszczany do dystrybucji, gdyż decydenci zarzucali reżyserowi wyeksponowanie wątków polskiego antysemityzmu. Wybielająca wizerunek Polaków, ostateczna wersja Ulicy Granicznej ukazała się w czerwcu 1949 roku, zbierając pochlebne recenzje krytyków. Na 9. MFF w Wenecji Ulica Graniczna zdobyła Złoty Medal, zyskując sławę jako jeden z pierwszych polskich filmów o Zagładzie Żydów na ziemiach polskich. Łączna liczba widzów, którzy obejrzeli film Forda, szacowana jest na 8 milionów osób.

## Opis fabuły
Akcja Ulicy Granicznej rozpoczyna się latem 1939 roku. W jednej z kamienic przy ulicy Granicznej w Warszawie mieszkają z rodzicami małoletni: Jadzia – córka doktora Białka, Władek – syn urzędnika bankowego Wojtana, Bronek – syn dorożkarza Cieplikowskiego, Fredek – syn restauratora Kuśmiraka, oraz Żyd Dawidek – siostrzeniec elektrotechnika Natana i wnuk krawca Libermana. W momencie wybuchu II wojny światowej Wojtan i Natan wyruszają na front. Gdy Niemcy zajmują Warszawę, Kuśmirak decyduje się kolaborować z agresorami, podpisuje volkslistę i gości u siebie Niemców. Gdy Natan Liberman wraca z niewoli, informuje mieszkańców kamienicy o zamiarze utworzenia przez nazistów getta. Doktor Białek próbuje oczyścić swoje mieszkanie ze wszelkich pamiątek, które dowodziłyby żydowskiego pochodzenia rodziny. Jednak Fredek przechwytuje fotografię dziadka doktora Białka, za pomocą której Kuśmirakowie szantażują doktora. W mieszkaniu Libermanów gestapowcy znajdują polski mundur oficerski Wojtana, lecz stary krawiec, pomimo tortur, nie wydaje swego sąsiada.
Rodzina Libermanów zostaje przesiedlona do getta warszawskiego, a do niej dołącza doktor Białek, który nie zamierza się ukrywać przed sąsiadami. Kuśmirakowie zajmują tymczasem mieszkanie Białka. Dawidkowi, który przekrada się często na aryjską stronę Warszawy, pomaga parający się handlem Bronek. Wojtan, który wybrał walkę w podziemiu, informuje Władka, że to właśnie staremu Libermanowi zawdzięcza swoje ocalenie. Nieświadoma losów swego ojca Jadzia, mieszkająca na wsi u ciotki, wraca do swego dawnego mieszkania. Tam Fredek uświadamia jej, co stało się z doktorem Białkiem, po czym zamierza ją wydać Niemcom jako Żydówkę. Jednak w wyniku nieporozumienia to Fredek zostaje zastrzelony przez nazistów.
Wiosną 1943 roku wybucha powstanie w getcie warszawskim. Podczas powstania giną Natan oraz krawiec Liberman. Jadzia oraz Dawidek dzięki pomocy przyjaciół wydostają się kanałami z getta, lecz Dawidek decyduje się kontynuować walkę z nazistami. Władek na pożegnanie daje mu rewolwer – pamiątkę po ojcu uśmierconym przez Niemców podczas łapanki.

## Obsada
- Maria Broniewska – Jadzia Białkówna
- Tadeusz Fijewski – 
  - Bronek Cieplikowski,
  - fryzjer strzygący Kuśmiraka
- Jerzy Złotnicki – Dawidek Liberman
- Dionizy Ilczenko – Władek Wojtan
- Mieczysława Ćwiklińska – panna Klara
- Władysław Godik – krawiec Liberman
- Władysław Walter – dorożkarz Cieplikowski
- Jerzy Leszczyński – doktor Józef Białek
- Jerzy Pichelski – Kazimierz Wojtan
- Stefan Śródka – Natan
- Eugeniusz Kruk – Fredek Kuśmirak
- Józef Munclinger – restaurator Kuśmirak
- Justyna Karpińska – Wanda Kuśmirak
- Robert Vrchota – gestapowiec Hans
- Maria Żabczyńska – żona Wojtana
- Janina Łukowska – Estera Liberman
- Halina Racięcka – Regina Liberman
- Ida Kamińska – ciotka Helena
- Irena Renard

## Produkcja

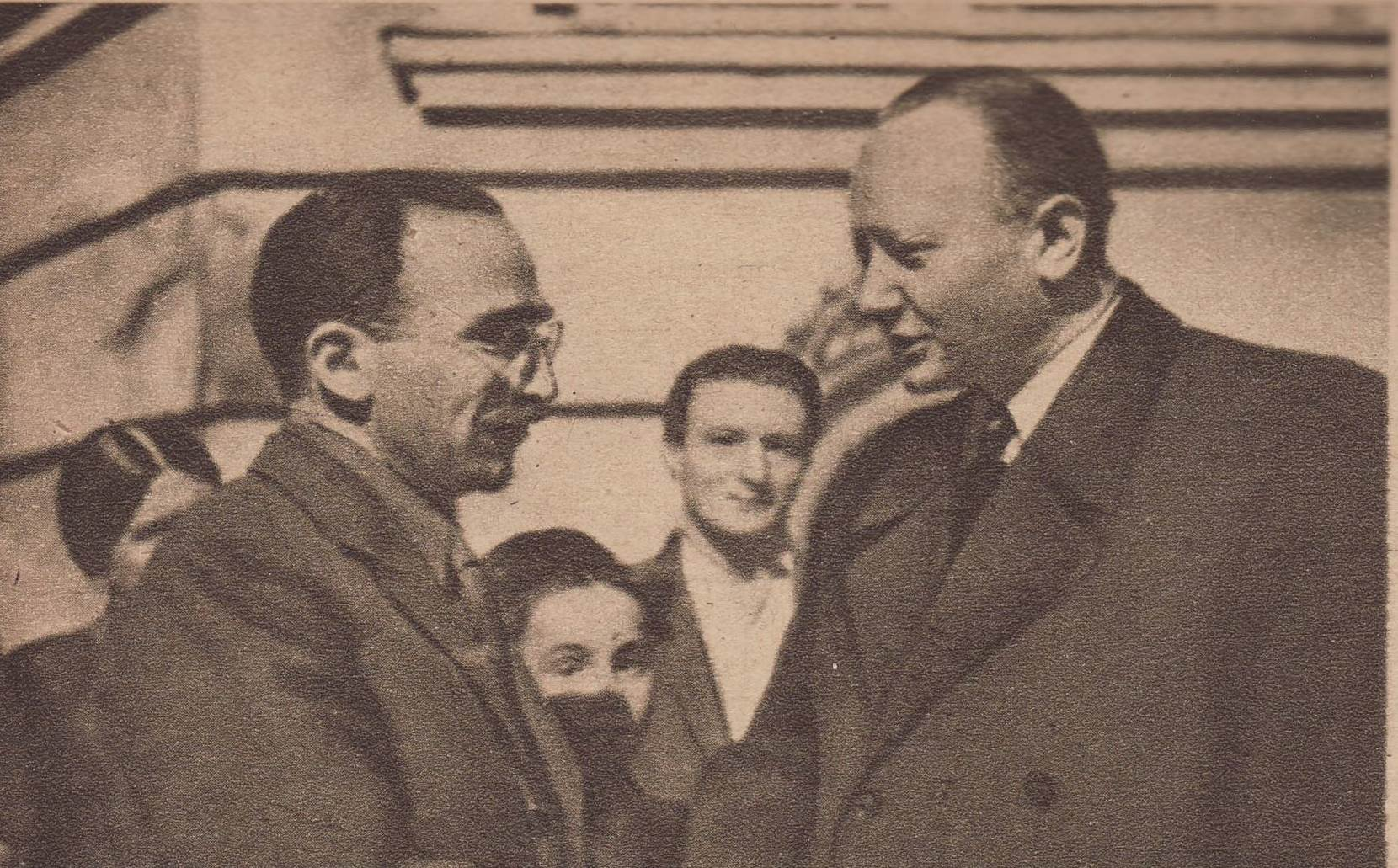
Aleksander Ford (po lewej) na spotkaniu z dyrektorem Czechosłowackiego Towarzystwa Filmowego w Barrandowie

Za reżyserię Ulicy Granicznej odpowiadał Aleksander Ford, filmowiec pochodzenia żydowskiego i członek międzywojennej grupy awangardowej „Start”, który po II wojnie światowej uczestniczył w odbudowie polskiej kinematografii. Pierwszą wersję scenariusza do filmu podejmującego problematykę Zagłady Ford zaczął pisać w lipcu 1946 roku, współpracując z międzywojennymi scenarzystami Ludwikiem Starskim oraz Janem Fethke (ukrywającym się pod pseudonimem Jean Forge). Ponieważ żaden z trzech scenarzystów nie miał rozeznania w realiach warszawskiego getta, poproszono o konsultację Rachelę Auerbach, która znała je z autopsji. W pierwotnym scenariuszu wyeksponowany został wątek antysemicki: „Jadzię zabija po wojnie sąsiad, Fredek Kuśmirak, [...] kiedy dziewczyna chce wezwać milicję i domagać się sprawiedliwości – zadośćuczynienia za denuncjacje i rabunek. Dawidek ginie jeszcze za okupacji w czasie ucieczki przed Niemcami”.
Film nagrywano m.in. w Łodzi (Park im. ks. J. Poniatowskiego) oraz w Warszawie (Wybrzeże Kościuszkowskie, Most Poniatowskiego). Prace nad filmem utrudniła jednak fala antysemickich ekscesów, między innymi pogrom kielecki. Prasa komunistyczna, aby nie doszło do bojkotu filmu, przemilczała właściwy temat podejmowany przez Forda. Jednak atmosfera panująca w Polsce okazała się dla reżysera na tyle nieznośna, że ten zdecydował się przenieść zdjęcia do czeskiego Barrandova. Ulica Graniczna stała się polsko-czechosłowacką produkcją; zdjęcia do filmu nakręcił Jaroslav Tuzar, za montaż odpowiadała Jiřina Lukešová, a nad kształtem artystycznym utworu czuwał Štěpán Kopecký. Muzykę do filmu skomponował Roman Palester . W listopadzie 1947 roku w ramach kontroli nad ostatecznym kształtem filmu do Pragi przyjechał Stanisław Albrecht. Pojawiały się też wątpliwości, czy Ulica Graniczna nadaje się do pokazania w Polsce.
Na zebraniu Komisji Kwalifikacyjnej w czerwcu 1948 roku film zebrał pochwały za wartość artystyczną (mimo anachronicznego aktorstwa rodem z międzywojnia), natomiast został skrytykowany za nieużyteczność społeczną; członkowie Komisji ocenili Ulicę Graniczną jako antypolską, co spowodowało dalsze opóźnienie premiery. Szczególnie druzgocąca była ocena Albrechta, który miał rychło zastąpić Forda na stanowisku szefa polskiej kinematografii:
Pokazuje tragedię Żydów, w niczym jednak nie jest związany z naszą ideologią socjalistyczną. Co więcej, nie pokazuje Żydów-bohaterów, Żydów walczących o postęp. Dwie czy trzy scenki z granatem i karabinem wuja Natana sprawy nie ratują. Pokazane w filmie środowisko polskie jest zakłamane, a jego związki z gettem pozostają cieniutkie. Pozytywnym Polakiem jest Bronek, ale jest nim z dobroci serca, a nie ze względu na świadomość społeczną. Pozostali Polacy są obojętni lub negatywni.

## Wydanie

### Premiera kinowa
Pierwotna wersja Ulicy Granicznej trafiła jedynie do ograniczonego grona odbiorców, jednak nie została dopuszczona do powszechnej dystrybucji. Maria Dąbrowska pisała o tym filmie, że „zwłaszcza jako przedsięwzięcie państwowe, jest skandalem, stanowi zamaskowaną propagandę antypolską”. Bolesław Lewicki komentował, iż „nasza wrażliwość jest obecnie uczulona i przypominanie grzechów z okresu okupacji drażni widza. [...] Pewne drażliwe zagadnienia należałoby obecnie przemilczeć: dopiero za 10–15 lat można będzie do nich powrócić”. Komisja do spraw Filmu KC PZPR zdecydowała się wypuścić film Forda jedynie po wprowadzeniu sporych zmian w materiale filmowym, które umniejszały współudział Polaków w Zagładzie na rzecz wyeksponowania udzielanej przez nich pomocy Żydom. Dopiero w takiej formie Ulica Graniczna została zaakceptowana i włączona do dystrybucji 23 czerwca 1949 roku, początkowo za granicą (na 9. MFF w Wenecji została uhonorowana Złotym Medalem), dopiero potem zaś – na fali międzynarodowego sukcesu – w Polsce. Łącznie Ulica Graniczna zgromadziła około 8 milionów widzów.

### Wydania po premierze
W 1984 roku nakładem chicagowskiego wydawnictwa International Historic Films ukazała się wersja Ulicy Granicznej na kasetach VHS, z napisami po angielsku oraz wprowadzeniem do kontekstu towarzyszącego filmowi. W 2005 roku amerykańskie wydawnictwo Polart wydało również wersję na DVD. Dopiero w 2011 roku Wydawnictwo Telewizji Kino Polska upubliczniło polskie wydanie płyty DVD, obsługujące dźwięk stereofoniczny Dolby Digital 2.0.

## Odbiór
Recenzje ostatecznej wersji Ulicy Granicznej były pochlebne, aczkolwiek Alina Madej zaznacza, że nie stanowią one rzetelnego źródła historycznego, były bowiem ściśle podporządkowane oficjalnej wykładni stosunku Polaków do Zagłady. W tekstach komentujących film Forda podkreślano uniwersalny wymiar utworu, interpretując go w kategoriach walki klasowej; ciemiężeni Żydzi mieliby walczyć z niesprawiedliwością społeczną. Przykładowo Marian Warszałłowicz w recenzji dla „Filmu” podkreślał wartość użytkową utworu Forda: „Trzeba go obejrzeć i przeżyć, bo stajemy się po jego obejrzeniu lepsi” . Jerzy Toeplitz cenił Ulicę Graniczną za perswazyjny charakter filmu; reżyser według Toeplitza „umie nie tylko mierzyć tempo filmu, znajdując właściwą równowagę między poszczególnymi scenami [...], ale co ważniejsze, potrafi odpowiednio wygrać aktora, wydobywając z niego maksimum prawdy, gestu i słowa” . Nieliczni publicyści, na przykład Leon Bukowiecki, rzeczywiście traktowali Ulicę Graniczną jako komentarz do polskiego antysemityzmu i chwalili Forda za podjęcie owego tematu z wyczuciem. Niemniej jednak to nie uratowało filmu; na Zjeździe Filmowców w Wiśle w 1949 roku Ulica Graniczna znalazła się wśród filmów potępionych za defetyzm i pesymizm. Wymuszoną alternatywą dla jej podobnych utworów filmowych miała być odgórnie wprowadzona doktryna socrealizmu.
Tomasz Żukowski po latach w krytycznym artykule o Ulicy Granicznej pisał, że przeforsowana ostateczna wersja filmu oferowała zakłamany portret postaw Polaków wobec Żydów; w stosunku do pierwotnej wersji nastąpiła zmiana: „od antysemityzmu do pomocy ofiarom Szoah. Plama na zbiorowym autowizerunku zostaje wymazana”. Żukowski dowodził, że przemoc wobec Żydów w Ulicy Granicznej została „oddzielona od polskości: winni są zdrajcy, a Żydzi tym bardziej otaczają szacunkiem polskie symbole i manifestacyjnie je afirmują. [...] Tak opowiedziana historia przemiany antysemity w Sprawiedliwego uwalnia od refleksji, czym właściwie był antysemityzm i jak głęboko przemoc pozostaje wpisana w kulturę”.
Bosley Crowther z czasopisma „The New York Times” w 1950 polecił film, pisząc, iż zawarte w nim „szczegóły są tak nieludzkie i tak wyraźnie oparte na dobrze zbadanych faktach, że najdrobniejsza ich ilustracja nie może nie wstrząsnąć sercem i nerwami” . Zdaniem Crowthera jednak „rzeczywista jakość dramaturgiczna filmu jest słaba”, ze względu na przesyt różnorodnych wątków prowadzący do dezorientacji widza . Crowther zastrzegał mimo to, że opowiadana historia „musi wzbudzić głębokie emocje u każdego widza o dobrej woli i percepcji” .

## Znaczenie
Ulica Graniczna jest uznawana za jeden z pierwszych polskich filmów powojennych o Zagładzie Żydów na ziemiach polskich podczas II wojny światowej, a zarazem za jeden z pierwszych polskich filmów nagrodzonych za granicą po 1945 roku (oprócz Ostatniego etapu, 1948, Wandy Jakubowskiej). Kontrowersje dotyczące filmu Forda pokazywały jednak, że władze komunistyczne – nie chcąc się narażać polskiej opinii publicznej – także w późniejszych filmach powstałych w Polskiej Rzeczypospolitej Ludowej nie zamierzały podejmować drażliwego tematu polskiego antysemityzmu. Mimo że na początku lat 60. XX wieku o Zagładzie Żydów powstało sporo utworów autorstwa reżyserów polskiej szkoły filmowej – Samson (1961) Andrzeja Wajdy, Świadectwo urodzenia (1962) Stanisława Różewicza oraz Pasażerka (1963) Andrzeja Munka – w okresie 1965–1980 reżyserzy bezpośrednio nawiązujący do Zagłady Żydów byli represjonowani, a ich filmy skazywano na zakaz rozpowszechniania.
Trudności związane z produkcją Ulicy Granicznej spowodowały, że również Ford odwrócił się w kolejnych swych polskich filmach od tematyki żydowskiej – zwłaszcza że za realizację tego filmu został pozbawiony kierownictwa nad Przedsiębiorstwem Państwowym „Film Polski”. Młodość Chopina (1952) stanowiła już socrealistyczną reinterpretację losów polskiego kompozytora, Piątka z ulicy Barskiej (1953) traktowała o przestępstwie wśród współczesnej młodzieży, a Krzyżacy (1960) – o wojnie polsko-krzyżackiej. Gdy w 1968 roku Ford został zmuszony do opuszczenia Polski w wyniku nagonki antysemickiej, podjął tematykę antysemityzmu jeszcze raz w filmie Jest pan wolny, doktorze Korczak (1972). Ów film okazał się jednak całkowitą porażką artystyczną i przyśpieszył zakończenie kariery przez Forda. W 1980 roku reżyser popełnił samobójstwo.